# Ellen Weston
Ellen Weston (* 19. April 1939 in New York City, New York als Ellen Weinstein) ist eine US-amerikanische Schauspielerin und Drehbuchautorin.

## Leben
Weston begann ihre Karriere 1960 am Broadway, wo sie bis 1964 in verschiedenen Produktionen auftrat. Von 1963 bis 1964 spielte sie in der Seifenoper Springfield Story die Rolle der Robin Fletcher. Neben Gastrollen in verschiedenen Fernsehserien wie Bonanza, Mannix und Verliebt in eine Hexe hatte sie wiederkehrende Rollen in Mini-Max als Dr. Steel sowie in Die knallharten Fünf als Betty Harrelson.
Ab Ende der 1980er Jahre begann sie als Drehbuchautorin zu arbeiten und beendete ihre Schauspielkarriere. Sie schrieb die Drehbücher zu einer Reihe von Fernsehfilmen, darunter And the Beat Goes On: The Sonny and Cher Story, sowie zu mehreren Episoden von Springfield Story, wofür sie 2005 für einen Daytime Emmy Award nominiert war.
Weston ist verheiratet und hat einen Sohn.

## Filmografie (Auswahl)

### Als Darstellerin
- 1963–1964: Springfield Story (The Guiding Light)
- 1967–1968: Mini-Max (Get Smart)
- 1969: Bonanza
- 1971: Mannix
- 1972: Verliebt in eine Hexe (Bewitched)
- 1974: Cannon
- 1974: Ein Computer wird gejagt (The Questor Tapes)
- 1974: Barnaby Jones
- 1974: Hawkins
- 1975: Die knallharten Fünf (S.W.A.T.)
- 1980: Terror in New York (The Revenge of the Stepford Wives)
- 1981: Schatten der Leidenschaft (The Young and the Restless)

### Drehbuch
- 1989: Schleichende Angst (Fear Stalk)
- 1991: Küsse und Lügen (Lies Before Kisses)
- 1994: Defenceless – Ausgeliefert (Sin & Redemption)
- 1994: Schatten des Verfolgers (Shadow of Obsession)
- 1997: Für einen Mann durch die Hölle (Sleeping with the Devil)
- 1997: Medusa’s Child – Atombombe an Bord der 737 (Medusa's Child)
- 1998: Du wirst um Gnade betteln (Outrage)
- 2003–2004: Springfield Story (The Guiding Light) 5 folgen

## Broadway
- 1962–1964: Mary, Mary
- 1961: A Far Country
- 1960–1961: Toys in the Attic

## Auszeichnungen
- 2005: Daytime-Emmy-Award-Nominierung für Springfield Story
- 2005: WGA Award für Springfield Story